# بور، استان نیژنی نووگورود
شهر بور، اوبلاست نیژنی نووگورود (به روسی: Бор) در کشور روسیه و در اوبلاست نیژنی نووگورود واقع شده‌است.

## نگارخانه

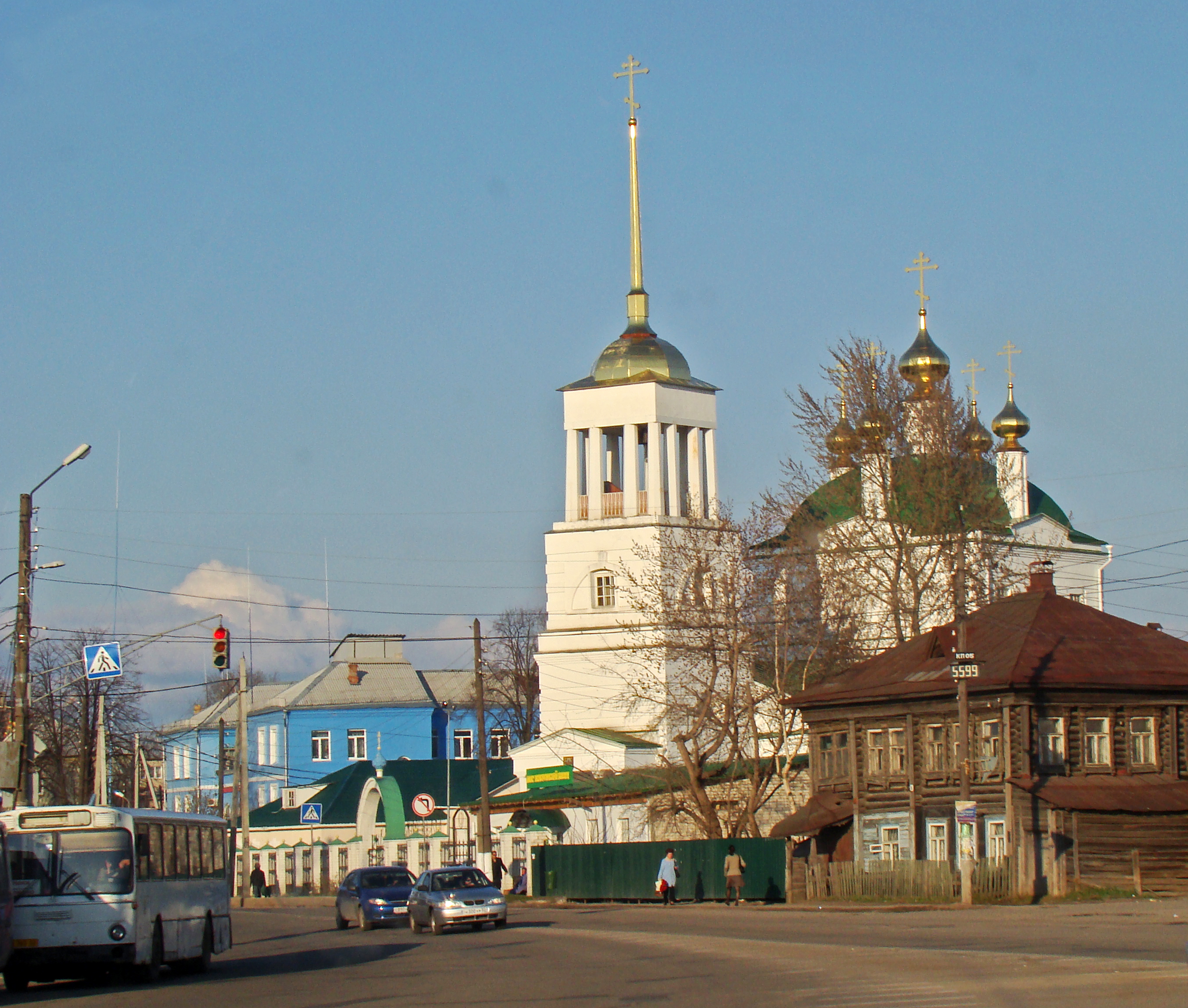
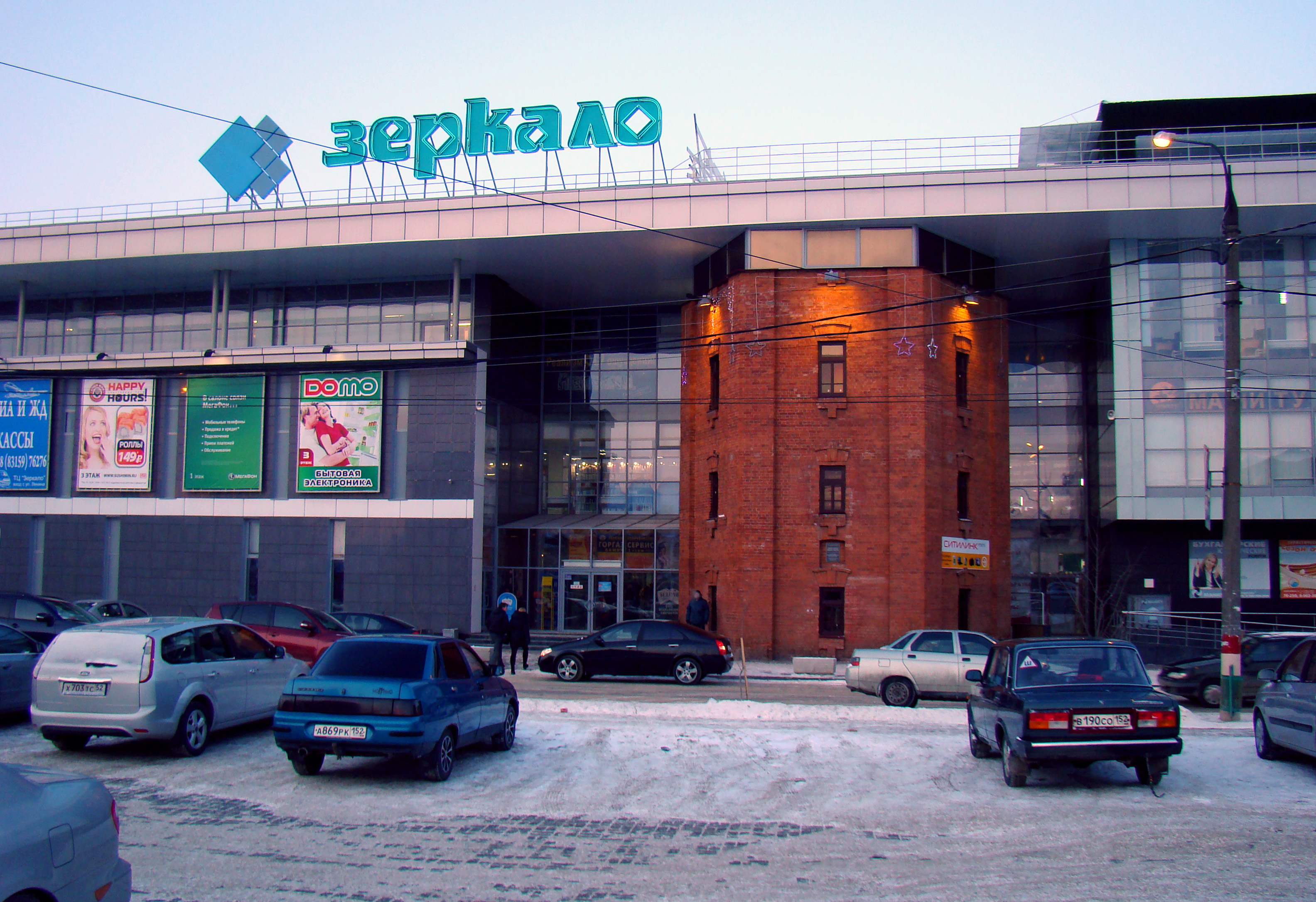
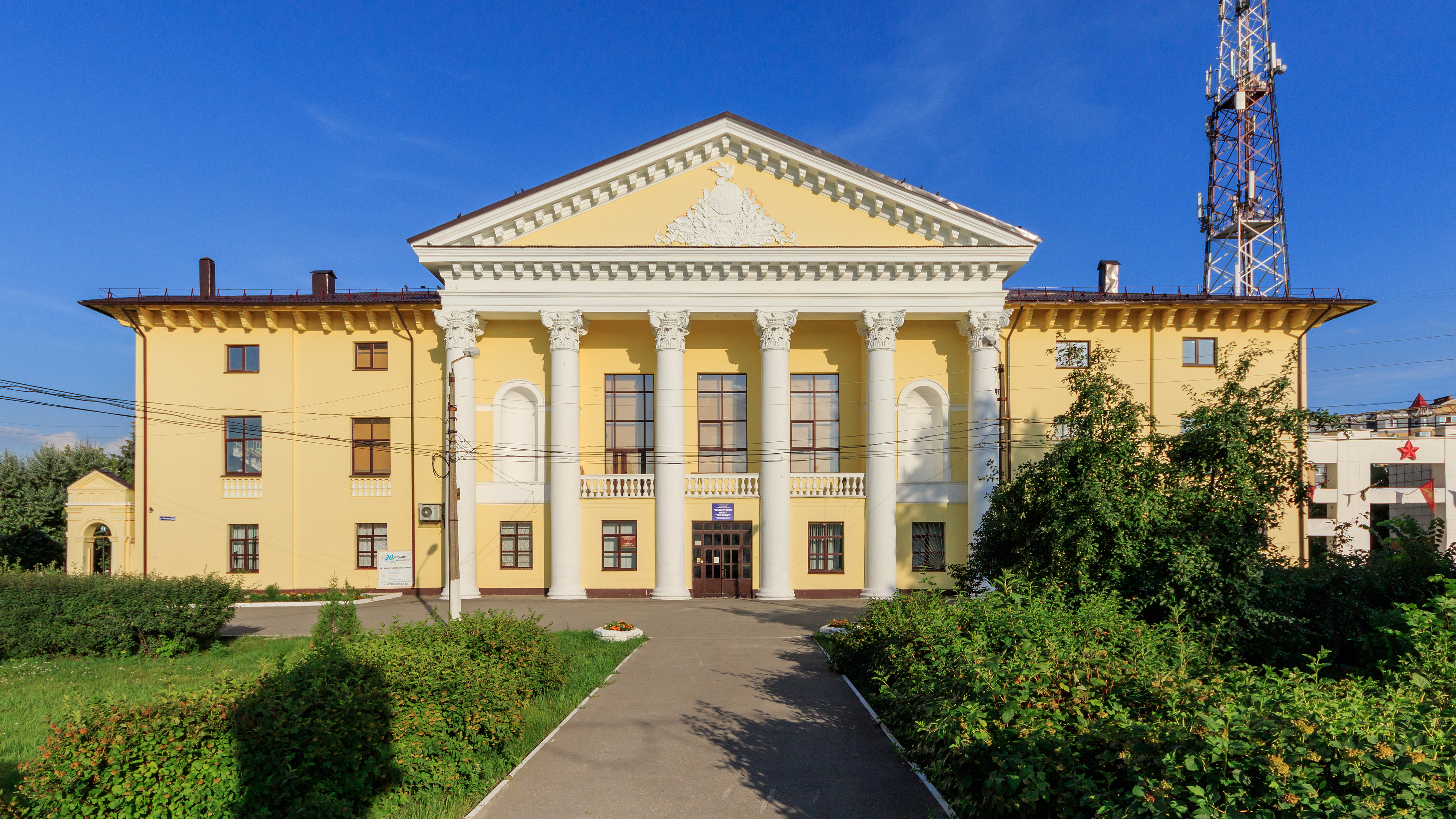
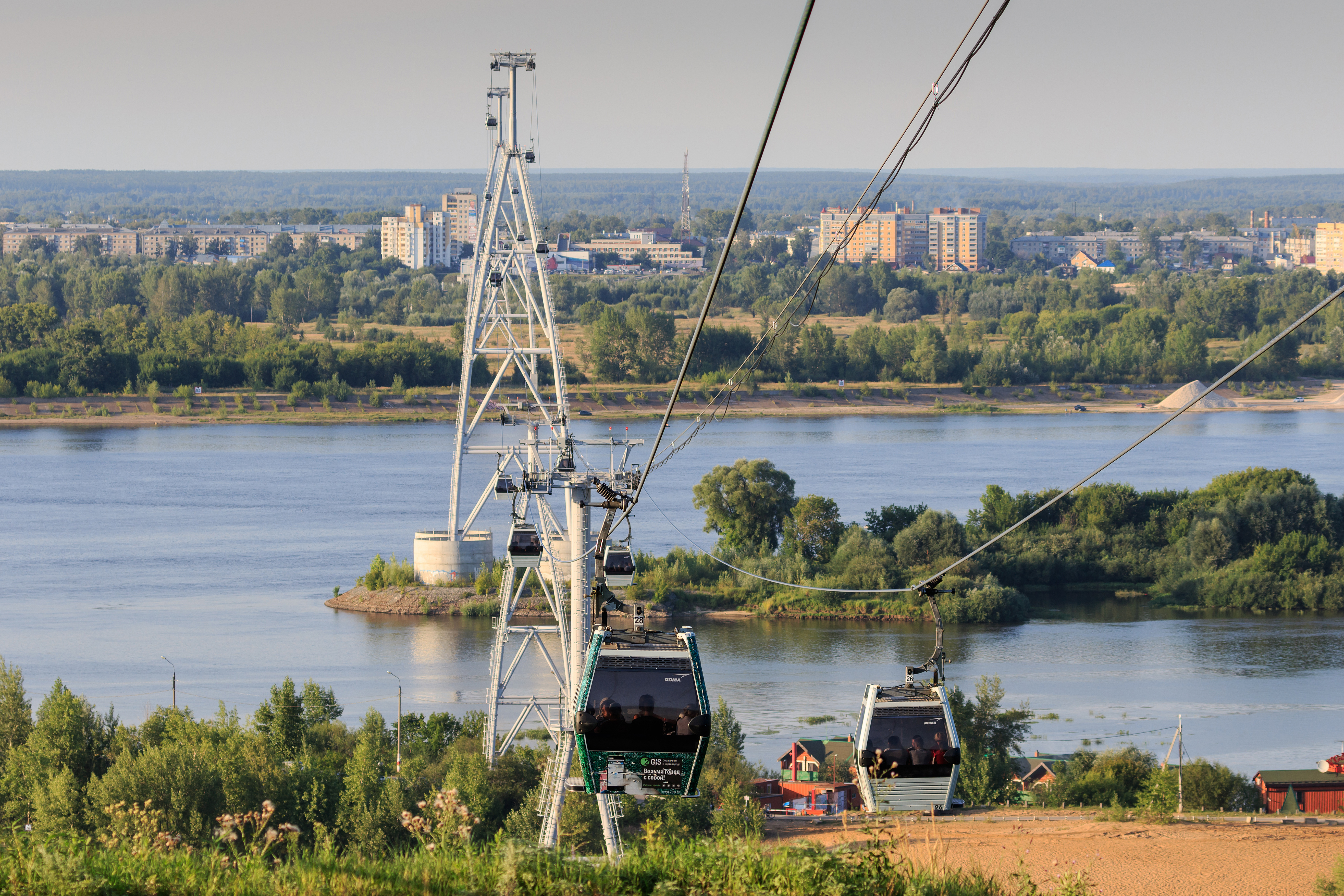